# Tomás Alberto Clavel Méndez
Tomás Alberto Clavel Méndez (* 21. Dezember 1921 in Cañazas, Provinz Veraguas; † 13. Oktober 1988) war ein panamaischer Geistlicher und römisch-katholischer Erzbischof von Panama.

## Leben
Tomás Alberto Clavel Méndez empfing am 7. Dezember 1947 die Priesterweihe für das Erzbistum Panama. 
Papst Pius XII. ernannte ihn am 24. Juli 1955 zum Bischof von David. Der Apostolische Nuntius in Panama, Erzbischof Paul Bernier, spendete ihm am 25. September desselben Jahres die Bischofsweihe; Mitkonsekratoren waren Francisco Beckmann CM, Erzbischof von Panama, und Luis Pérez Hernández CIM, Weihbischof in Bogotá.
Am 3. März 1964 ernannte ihn Papst Paul VI. zum Erzbischof von Panama.
Er nahm an allen vier Sitzungsperioden des Zweiten Vatikanischen Konzils als Konzilsvater teil.
Am 18. Oktober 1968 nahm Papst Paul VI. seinen Rücktritt an und ernannte ihn zum Titularerzbischof pro hac vice von Alexanum. Auf den Titularsitz verzichtete er aufgrund der geänderten Vergaberichtlinien am 21. Februar 1978.